# Terremotos de Fiyi de 2018
Los terremotos de Fiyi de 2018 ocurrieron el 19 de agosto a las 12:19 hora local y el 7 de septiembre a las 03:49 hora local. Los epicentros se ubicaron cerca de la Isla Lakeba de Fiyi, y a unos 270 km de la pequeña ciudad de Levuka en Ovalau. El primer terremoto registró una magnitud de 8,2 y fue el terremoto más grande de 2018. Tuvo una profundidad focal de 600 km, lo que lo convierte en el segundo terremoto más grande jamás registrado a una profundidad superior a 300 km; un empate con el terremoto de Bolivia de 1994, y detrás del terremoto del Mar de Ojotsk de 2013. El terremoto inicial fue causado por una falla normal debajo del Océano Pacífico Sur. Un evento 7,9 golpeó las islas nuevamente el 7 de septiembre a una profundidad de 670,8 km; este terremoto fue un terremoto principal en sí mismo. Ambos terremotos pueden ser considerados un evento doble.

## Información tectónica
Inicialmente, la Placa del Pacífico y la Placa Indoaustraliana se subdujeron, dando como resultado que la Placa del Pacífico, más pesada, se moviera debajo de la Placa Indoaustraliana. La subducción de las dos placas resultó en la formación de un arco de islas volcánicas llamado Arco de Vityaz. Doce millones de años después, ocurrió un evento similar. La placa del Pacífico convergió hacia la placa Indoaustraliana en un movimiento hacia el noroeste. De manera similar, se formó otro arco de islas volcánicas cerca de Fiji. El movimiento hacia el noroeste continuó ocurriendo creando mucha tensión en el límite de la placa. En consecuencia, se rompió el arco de Vityaz y se creó la zona de fractura de Fiji. Recientemente, el movimiento de las placas creó una zona de subducción en la Fosa de las Nuevas Hébridas. Sin embargo, la placa Indoaustraliana fue arrastrada por debajo de la placa del Pacífico. El movimiento de estas placas creó un nuevo arco de islas volcánicas llamado Arco de las Nuevas Hébridas. Eventualmente, el Arco de las Nuevas Hébridas y las islas Fiji comenzaron a divergir, lo que finalmente creó la Cuenca del Norte de Fiji.

## Terremotos
Los terremotos profundos se definen comúnmente como eventos que ocurren a una profundidad de 300 km o más. Estos terremotos ocurren dentro de losas en subducción que descienden hacia el manto. A medida que estas placas se doblan o flexionan, se rompen fallas para adaptarse a la deformación y, junto con ella, ocasionalmente se producen terremotos. Normalmente, los terremotos profundos como este no tendrán demasiadas réplicas, sin embargo hay casos en los que un terremoto profundo produce mucho más de lo que debería como si fuera un terremoto superficial como el de Tonga en 1994.

### 19 de agosto
Inicialmente reportado como un terremoto de 8,0, luego fue revisado por el Servicio Geológico de los Estados Unidos a 8,2. Debido a que se trató de un evento de enfoque profundo, no se reportaron daños, pero se sintieron ampliamente. El terremoto submarino fue demasiado profundo para desencadenar un gran tsunami según el Centro de Alerta de Tsunamis del Pacífico de EE. UU. Se observaron pequeñas olas de "tsunami" a lo largo de la costa, aunque era demasiado profunda para generar más que un tsunami insignificante. Se registraron más de 250 réplicas 34 días después del sismo principal. La solución del mecanismo focal sugiere que el choque tuvo un proceso de ruptura complejo y una velocidad de ruptura rápida de 4,1 km/s. La ruptura se observó a lo largo de múltiples fallas en una falla principalmente de rumbo norte-noreste con una longitud de 102 a 152 km. Se registraron más de 250 réplicas hasta 34 días después del terremoto principal. La solución del mecanismo focal sugiere que el terremoto tuvo un proceso de ruptura complejo y una velocidad de ruptura rápida de 4,1 km/s. La ruptura se observó a lo largo de múltiples fallas en una falla con rumbo principalmente norte-noreste a lo largo de una longitud de 102 a 152 km.

### 7 de septiembre
Diecinueve días después del evento de 8,2, otro terremoto golpeó más cerca de la isla de Viti Levu. El terremoto de 7,9 fue una degradación de una magnitud inicial de 8,1. El terremoto tuvo una combinación compleja de deslizamiento y deslizamiento durante la ruptura dentro de la losa. Fue un evento inusual ya que esta parte de la losa descendente es bastante sísmica; no es capaz de producir terremotos. La profundidad de este evento fue ligeramente más profunda que la del primer sismo, y la velocidad de ruptura fue mucho más lenta, a 2,5 km/s. La transferencia de tensión de Coulomb del terremoto de 8,2 puede haber desencadenado el terremoto de 7,9. Sin embargo, el estrés del primer terremoto en sí no fue suficiente para generar el último evento. El evento de 7,9 puede haber sido desencadenado dinámicamente por el terremoto de 8,2, pero el período de intervalo de 19 días fue más largo de lo habitual, ya que los terremotos desencadenados generalmente se nuclean en unas pocas horas o días.